# Nocloa lamiota
Nocloa lamiota är en fjärilsart som beskrevs av Dyar 1918. Nocloa lamiota ingår i släktet Nocloa och familjen nattflyn. Inga underarter finns listade i Catalogue of Life.